# Jose Chirackal
Jose Chirackal (ur. 14 lipca 1960 w Karukutty) – indyjski duchowny rzymskokatolicki, biskup pomocniczy Tura od 2020.

## Życiorys

### Prezbiterat
Święcenia kapłańskie otrzymał 29 grudnia 1987 i został inkardynowany do diecezji Tura. Był m.in. rektorem niższego seminarium, ekonomem diecezjalnym, wikariuszem sądowym oraz dyrektorem centrum duszpasterskiego.

### Episkopat
24 lutego 2020 papież Franciszek mianował go biskupem pomocniczym diecezji Tura nadając mu stolicę tytularną Acufida. Sakry udzielił mu 4 lipca 2020 biskup Andrew Marak.